# Kaučuk

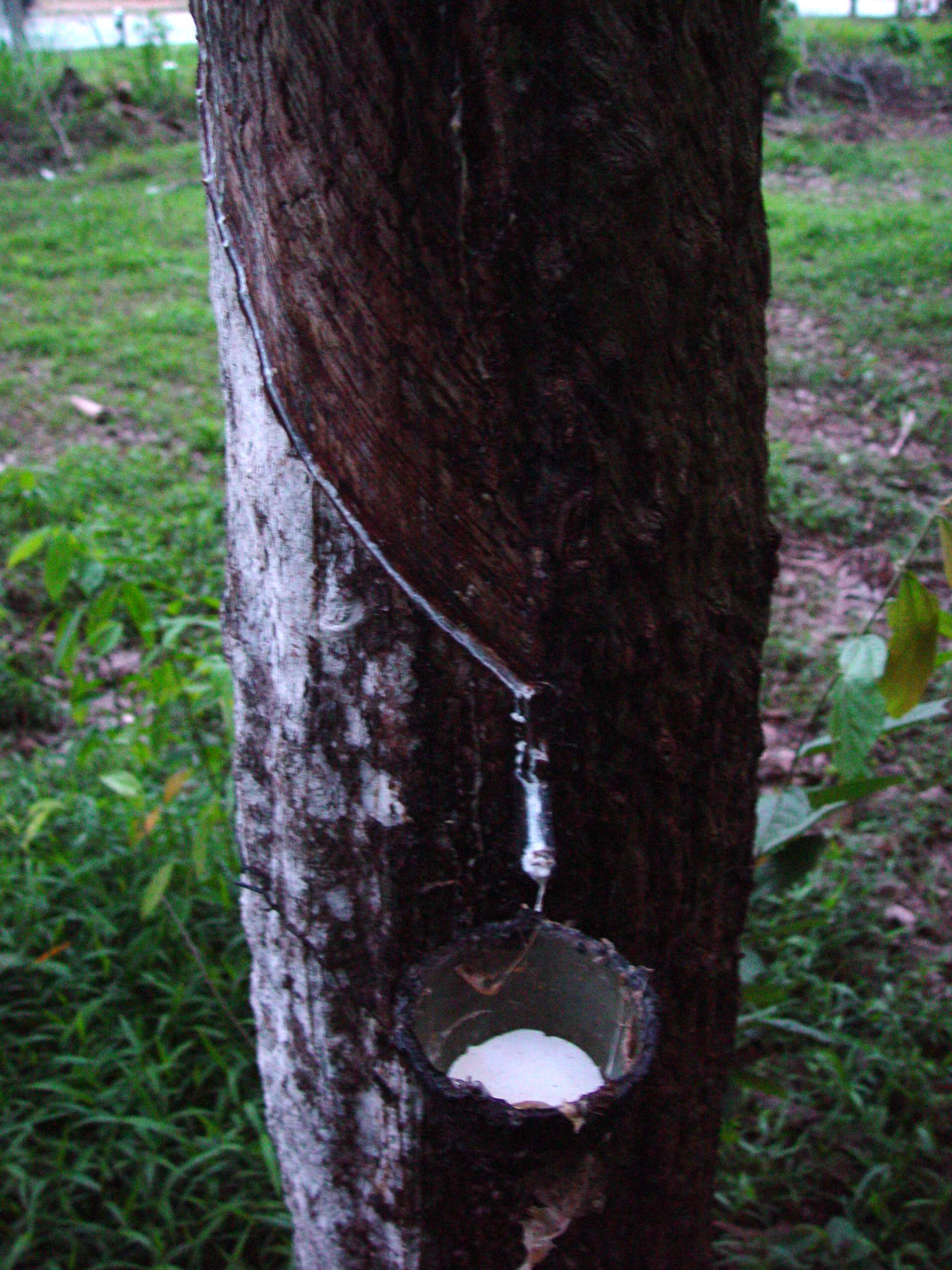
Latex odkapávající z kaučukovníku

Kaučuk je polymerní materiál přírodního nebo syntetického původu, vyznačující se velkou pružností, tedy schopností se účinkem vnější síly výrazně deformovat a poté opět zaujmout původní tvar. Je to tedy tzv. elastomer. Kaučuky jsou základní surovinou pro výrobu pryží nesprávně označovaných i jako guma. Pryž vzniká z kaučuku vulkanizací, což je teplem a/nebo katalyzátory (urychlovači) podporovaná reakce vulkanizačního činidla (např. síry nebo sirných sloučenin). Ta vede ke vzniku disulfidických můstků mezi makromolekulami kaučuku a k tvorbě řídké trojrozměrné polymerní sítě. Čím déle vulkanizace probíhá, tím více můstků vzniká a tím je výsledná pryž tvrdší. Vulkanizací se obvykle zásadně zlepší vlastnosti kaučuků, např. pevnost v tahu, vratnost deformace, strukturní pevnost, odolnost k oděru, nerozpustnost apod.

## Přírodní kaučuk
Z chemického hlediska jde o cis-1,4-polyisopren. Z tropického stromu kaučukovníku brazilského (Hevea brasiliensis) se nařezáváním jeho kůry získává surový kaučuk (latex). Ten se upravuje srážením např. kyselinou mravenčí, pere vodou a suší na materiál zvaný krepa. Jeho dalšími úpravami (přídavkem plniv, dalších aditiv a vulkanizací) se vyrábí „přírodní kaučuk“ čili přírodní pryž.

## Syntetický kaučuk
Vyrábí se polymerací nebo kopolymerací některých nenasycených uhlovodíků, může mít různé složení. Mezi nejběžnější typy patří polybutadienové kaučuky, kopolymerní butadien-styrenové kaučuky, ethylen-propylenové kaučuky a isoprenové kaučuky (jejich monomerem je isopren, tedy jsou chemickou obdobou přírodního kaučuku). Mezi syntetické kaučuky patří i silikonové kaučuky, což jsou zesíťované polysiloxany, ale také polychloropren a další halogenované kaučuky. Z kaučuků na bázi uhlovodíků se pryž vyrábí přídavkem plniv, antioxidantů, vulkanizačních činidel a následnou vulkanizací.

## Historie
Přírodní kaučuk byl v Evropě znám zhruba od poloviny 18. století. Kaučukovníky pro jeho produkci se pěstovaly až do druhé poloviny 19. století jen v Jižní Americe, později i v Jihovýchodní Asii. Rozhodující pro širší využití přírodního (a posléze i syntetického kaučuku) byl vynález vulkanizace, který se obvykle připisuje Američanu Charlesi Goodyearovi a datuje se do roku 1844. Prvními synteticky připravenými kaučuky byl polyisopren (1909 v Německu) a polybutadien (1910 v Rusku). Významný byl i vynález butadien-styrenového kaučuku, který učinili němečtí chemici v roce 1935.